# Musique de chambre à Giverny
Musique de Chambre à Giverny est un festival créé à Giverny (Eure) en 2004. 
En 2022, le festival change de nom et devient Festival de musique de chambre de Normandie.

## Dates
Le festival se déroule chaque année pendant les mois d'août et septembre, en partenariat avec le Musée d'art américain de Giverny (devenu en 2009 le Musée des impressionnismes Giverny), sous la direction artistique du violoncelliste français Michel Strauss.

## Principe
Conçu sur le principe du festival américain de Marlboro, le Festival accueille une vingtaine d'artistes chambristes internationaux qui se produisent à Giverny et dans la région avec pour objectifs de :
- programmer des concerts de haut niveau en Normandie ;
- soutenir l’emploi des artistes et leur développement de carrière en faisant travailler ensemble musiciens seniors et musiciens juniors grâce à une mise en résidence ;
- promouvoir et diffuser à cette occasion des œuvres du répertoire classique et contemporain, parfois rares, auprès du public le plus large et travailler à son développement ;
- favoriser la création musicale contemporaine par la commande, la  création et la diffusion d’œuvres de compositeurs d’aujourd’hui.

Le Festival a ainsi accueilli plusieurs compositeurs en résidence, dont Henri Dutilleux en 2005, Krzysztof Penderecki en 2006, Philippe Hersant en 2007 ou Sofia Gubaidulina en 2008.